# Alain Kan
Alain Kan (* 14. September 1944 in Paris als Alain Michel Zisa; verschollen seit dem 14. April 1990, für tot erklärt 2000), zeitweise auch Alain Z. Kan, war ein französischer Sänger, Komponist und Texter. Kan galt als wandlungsfähiger Musiker, der sich immer wieder neu erfand. In seiner mehr als 20-jährigen Schaffenszeit deckte er nacheinander die Genres Chanson, Yéyé, Glam Rock und Punk ab, schaffte aber weder als Solokünstler noch als Sänger der Band Gazoline den Durchbruch. Viele seiner Lieder wurden wegen ihrer provokanten und expliziten Texte nicht im Radio gespielt. Ein Autor bezeichnete den langjährig drogenabhängigen Kan rückblickend als „das verfluchte Kind des Rock“. Kan wurde zuletzt im April 1990 in Paris gesehen. Seitdem fehlt jede Spur von ihm.

## Biografie

### Familie und Persönliches
Kan wurde wenige Wochen nach der Befreiung von Paris im 18. Arrondissement der französischen Hauptstadt unter dem Namen Alain Michel Zisa geboren. Zisa ist der Familienname seines leiblichen Vaters, den er nie kennenlernte. Er wuchs bei seiner Mutter und deren Lebensgefährten auf, dessen Familiennamen Kan er ab 1963 als Künstlernamen übernahm. Zur Familie gehörte außerdem seine 1951 geborene Halbschwester Véronique, die 1971 den Sänger Christophe (bürgerlich: Daniel Bevilacqua) heiratete. In seiner unveröffentlichten Autobiografie deutet Kan an, dass er das Kind einer ungewollten Schwangerschaft gewesen und verfrüht auf die Welt gekommen sei.
Kan suchte jahrzehntelang nach seinem leiblichen Vater. Als Zeichen seiner Verbundenheit nannte er sich ab 1979 Alain Z. Kan, wobei das Z. eine Abkürzung des bürgerlichen, von seinem leiblichen Vater kommenden Familiennamens Zisa war. 1988 oder 1989 machte er dessen Mutter – seine Großmutter – in der Stadt Cluses im ostfranzösischen Département Haute-Savoie ausfindig. Von ihr erfuhr er, dass sein Vater schon vor langer Zeit gestorben war.
Kan war homosexuell und lebte seit den späten 1960er-Jahren seine Neigung offen aus. Eine Reihe seiner Lieder thematisierten Homosexualität mehr oder weniger deutlich.
Kan war mindestens seit den 1970er-Jahren drogenabhängig. Das Ende seiner Band Gazoline 1979 und der Misserfolg seiner letzten Alben führten zu einer Steigerung seines Heroinkonsums. In den 1980er-Jahren zog er sich wiederholt nach Hochsavoyen zurück. Im ruhigen Umfeld der französischen Alpen gelang es ihm vorübergehend, die Heroinabhängigkeit zu überwinden; er blieb aber auf Substitution angewiesen. Zuletzt lebte er mit einem Partner, der ihn in die Heroinabhängigkeit zurückbrachte und ihm nach Einschätzung seiner Schwester „die Stabilität nahm“, in ungeordneten Verhältnissen in Paris. Seinen Lebensunterhalt bestritt er in den 1980er-Jahren vor allem durch Zuwendungen seines Schwagers Christophe, für den er immer wieder Lieder schrieb. Seine Schwester berichtete einige Jahre nach Kans Verschwinden, dass bei ihm Anfang 1990 eine HIV-Infektion festgestellt worden sei.

### Verschwinden
Am Morgen des 14. April 1990 wurde Kan zum letzten Mal mit Sicherheit gesehen, und zwar je nach Quelle in der Pariser Metro-Station Châtelet bei Les Halles oder in der 7 km entfernten Station Rue de la Pompe in der Nähe des Bois de Boulogne.
Danach gibt es keine Spur mehr von ihm. Berichte über seinen Aufenthalt in Genf – nahe dem Wohnort seiner Großmutter väterlicherseits – in den Jahren 1992 bis 1994 ließen sich nicht bestätigen. Zehn Jahre nach seinem Verschwinden wurde Kan im Jahr 2000 in Paris gerichtlich für tot erklärt.
Erklärungsversuche zu Kans Verschwinden reichen von einem freiwilligen Untertauchen mit dem Ziel eines persönlichen Neubeginns in der Schweiz, in Argentinien oder Brasilien über einen Unfall bis hin zu einem Suizid. Die meisten Autoren halten einen Suizid durch einen Sturz in die Seine für die wahrscheinlichste Variante. Als mögliche Motive werden Kans anhaltende künstlerische Erfolg- und Perspektivlosigkeit, Zukunftsängste angesichts einer HIV-Infektion und die Gewissheit vom Tod des lange gesuchten leiblichen Vaters angeführt.

## Künstlerischer Werdegang
Als Kind imitierte Kan den Sänger Gilbert Bécaud. Ab 1960 erhielt er wie viele französische Sängerinnen und Sänger seiner Generation eine Gesangsausbildung bei Tosca Marmor. Nach ersten Schallplattenaufnahmen 1963 wurde seine Karriere zunächst durch den seinerzeit obligatorischen Militärdienst unterbrochen, den er nahe der französisch-deutschen Grenze in Metz ableistete und der bis 1966 dauerte. In den folgenden Jahrzehnten änderte Kan mehrfach seinen Stil. Seit Beginn der 1970er-Jahre zeichneten sich einige von Kans Produktionen durch explizite Texte aus, die sich mit Drogenkonsum (z. B. Speed my Speed) und Homosexualität (z. B. Mon Homme à Moi … C’est Toi) befassten. Kan wurde seit dieser Zeit als Provokateur wahrgenommen. In der Folge wurden seine Platten indiziert, und seine Lieder wurden nicht im Radio gespielt. Die fehlende mediale Verbreitung verhinderte eine Etablierung Kans als erfolgreicher Künstler.

### Yéyé
Kan begann seine musikalische Karriere 1963 mit Aufnahmen in dem seinerzeit in Frankreich sehr populären Yéyé-Stil. Seine erste Single Si L’amour (B-Seite: Quand Tu Reviendras) erschien bei dem auf Nachwuchskünstler spezialisierten Label Pat. Danach wechselte er zum etablierten Label Decca, das 1964 eine Single (Tu Ne M’Aimes Pas/Pas Assez Crois Moi) und drei EPs mit jeweils vier Liedern herausbrachte. Die EP Tu Le Sais (Every Day) enthielt drei französische Versionen amerikanischer Lieder; die übrigen Songs waren Arbeiten französischer Autoren wie Danyel Gérard oder Michel Jourdan.

### Cabaret: Amédée Junior
Nach seiner Militärzeit wurde Kan im Jahr 1968 auf Vermittlung der Künstlerin Dani (Danièle Graule) Sänger im neu eröffneten Cabaret L’Alcazar im 6. Pariser Arrondissement. Hier entwickelte er die androgyn erscheinende Bühnenfigur Amédée Junior (bzw. Amédée Jr.), die von Andy Warhol und vor allem David Bowie inspiriert war. Zu seiner Garderobe gehörten ein Herrensakko, eine Kreissäge und Pailletten- oder Netzstrumpfhosen. Als Amédée Junior sang er auf der Bühne Lieder mit erotischen, darunter auch homoerotischen Texten, die er vielfach selbst geschrieben hatte. Aufsehen erregte das für Dani verfasste Stück Mon p’tit photographe (deutsch: „Mein kleiner Fotograf“), das das Posieren eines Models für einen Fotografen in derart doppeldeutiger Weise beschreibt, dass es auch als Darstellung sexueller Stellungen verstanden werden kann. Kan stellte das 10 Jahre später als ein Missverständnis dar.
1970 brachte Kan unter dem Künstlernamen Amédée Jr. bei dem im gleichen Jahr gegründeten Label Editions Neuilly eine Single mit zwei selbst geschriebenen Liedern (Amédée ou l’histoire de son grand-frère; B-Seite: Mes stars à moi) heraus. Das Cover zeigt ein Schwarzweiß-Porträt Kans mit stark geschminkten Augen und einem Menjou-Bärtchen. Die fiktive Band Les Pengouins veröffentlichte im gleichen Jahr Instrumentalversionen von Mes stars à moi.
1971 beendete Kan sein Engagement im L’Alcazar. Er sagte später, das L’Alcazar habe ihn geprägt; es sei eine gute Schule für ihn gewesen. Ein Autor beschreibt die L’Alcazar-Zeit als „Befreiung“ für Kan: Das Alcazar habe dem bis dahin schüchternen Jungen die Möglichkeit gegeben, „sich zu emanzipieren“.

### Glam Rock
Ab 1972 hielt sich Kan für einige Zeit in London auf. Hier lernte er die Musiker Gary Glitter, Marc Bolan, Lou Reed und David Bowie kennen. Nach seiner Rückkehr nach Frankreich begann Kans Zusammenarbeit mit dem Komponisten und Produzenten Laurent Thibault, die Kan rückblickend als einen Wendepunkt in seiner Karriere beschrieb. Die anschließende, bis 1976 dauernde Schaffensphase wird vielfach als Kans Glam-Rock-Ära angesehen. Von 1970 bis 1975 brachte Kan jährlich mindestens eine Single heraus, die bei verschiedenen Labels erschienen. Den Anfang machte 1970 Mon Homme A Moi … C’est Toi (deutsch etwa: Der Mann für mich … bist Du). Mit 55·60 (Dès Que Vient Le Samedi Soir) nahm Kan 1973 am Wettbewerb Rose d’Or d’Antibes teil. Star ou rien (Ein Star oder nichts) war im Stil David Bowies gehalten; Kan kopierte hier Bowies Kunstfigur Ziggy Stardust.
1974 erschien bei Disques Motors mit Et Gary Cooper s’éloigna dans le désert… (deutsch etwa: Und Gary Cooper verdrückte sich in die Wüste) Kans erstes Album. Die Platte wurde im Château d’Hérouville in der Île-de-France südlich von Paris aufgenommen. Sie enthält neun Stücke, die überwiegend von Kan und von Thibault geschrieben wurden. Nadine, Jimmy et Moi handelt von einer sexuellen Dreierbeziehung. Pas si facile l’ami ist eine Version von David Bowies Stück It Ain’t Easy aus The Rise and Fall of Ziggy Stardust and the Spiders from Mars, für das Kan einen französischen Text geschrieben hatte. Das einzige englischsprachige Lied ist der Standard Falling in Love Again (Can’t Help It), eine mit starkem Akzent vorgetragene englischsprachige Version des eng mit Marlene Dietrich verbundenen Friedrich-Hollaender-Liedes Ich bin von Kopf bis Fuß auf Liebe eingestellt. Das Album blieb auf dem Markt ohne Resonanz. Mit Falling in Love Again trat Kan mehrfach im französischen Fernsehen auf. Er imitierte dabei Marlene Dietrichs Auftritt im Josef-von-Sternberg-Film Der Blaue Engel von 1930; zum Bühnensetting gehörte auch ein Filmplakat mit Dietrich.
Im folgenden Jahr erschien – wiederum bei Motors – Kans zweites Album Heureusement En France, On Ne Se Drogue Pas … (deutsch etwa: Zum Glück nimmt man in Frankreich keine Drogen). Auch dieses Album entstand in enger Zusammenarbeit mit Laurent Thibault. Es ist nach einem gleichnamigen Lied benannt, das Kan verfasst hatte. Der erkennbar ironisch gemeinte Titel steht im Gegensatz zum Inhalt des Albums, in dessen Liedern es vielfach um Drogenkonsum geht. Am deutlichsten wird das bei Speed my Speed, dessen Text weitestgehend aus einer Aufzählung von Namen oder Szenenamen verschiedener Drogen besteht. Musikalisch erkennen Autoren hier Reminiszenzen an David Bowie und die Kinks. Auch dieses Album enthält die Neuinterpretation eines alten Liedes. Mit Les Blousons Blanches griff Kan ein von Marguerite Monnot und Michel Rivgauche geschriebenes Lied auf, das Édith Piaf 1961 erstmals eingespielt hatte. Vor allem wegen Speed my Speed wurde das Album nicht in der Presse besprochen.

### Punk: Gazoline
1977 gründete Kan zusammen mit Olivier Burger, Didier Lafont und Frédéric Chichin in Paris die Punkband Gazoline, für die zeitweise auch die Schreibweise Gasoline verwendet wurde. 1977 spielte Gazoline die Single Sally ein (B-Seite: Electric Injection), die im Herbst des Jahres bei Egg, einem Sub-Label von Barclay Records, veröffentlicht wurde. Im gleichen Jahr entstand die Single Killer Man (B-Seite: Radio Flic), die Egg unter dem Bandnamen Gasoline (mit -s- statt mit -z-) herausbrachte. 1978 gab die Band eine Reihe von Konzerten in Frankreich und spielte das Material für ein erstes Album ein, das allerdings nicht veröffentlicht wurde. Anfang 1979 löste sich Gazoline auf.

### Die letzten Jahre: Alain Z. Kan
1979 nahm Kan – nunmehr als Solokünstler Alain Z. Kan – unter Beteiligung der meisten früheren Mitglieder von Gazoline in den Pariser Studios Ferber sein drittes Album auf: What Ever Happened To Alain Z. Kan, dessen Titel auf den US-amerikanischen Spielfilm What Ever Happened to Baby Jane? (deutsch: Was geschah wirklich mit Baby Jane?) von 1962 Bezug nahm. Viele der Lieder dieses Albums gehörten zu dem Material, das Kan für das erste – letztlich nicht veröffentlichte – Album von Gazoline vorbereitet und das Gazoline mehrfach live gespielt hatte. In Le Charter griff Kan die Geschichte von „Baby Jane“ auf. In Devine Qui Vient Dîner beschrieb er ein Abendessen, zu dem das lyrische Ich „Tonton Adolf“ (Onkel Adolf), also Adolf Hitler, eingeladen hatte. Hey Man schließlich war eine französische Version von David Bowies Suffragette City, das Bowie 1972 auf Ziggy Stardust veröffentlicht hatte. What Ever Happened To Alain Z. Kan hatte keinen Erfolg. Wegen des Hitler-Bezugs in Le Charter war das Album indiziert.
Das anschließende Jahrzehnt war von Kans Drogenabhängigkeit geprägt. Kan hatte nur noch wenige Live-Auftritte. Er hielt sich mit Auftragsarbeiten für andere Künstler über Wasser. Für das Album Pas Vu, Pas Pris (1980) seines Schwagers Christophe schrieb er fünf Lieder, drei Jahre später trug er die meisten Lieder für das Album Via Dolce Vita … Amour Express der Sängerin Jennifer bei, das 1983 in Frankreich bei Pathé erschien.
1985 nahm Kan im Château d’Hérouville sein letztes Album Parfums De Nuit … auf, das er im folgenden Jahr unter seinem eigenen Label AzK herausbrachte. Parfums De Nuit … wird als Kans düsterstes Album beschrieben. Es hatte keinen kommerziellen Erfolg. Zu dieser Zeit gab Kan im Osten Frankreichs noch einige Konzerte in kleinen Sälen, die er ohne Band mit Begleitmusik vom Tonband durchführte. Seine letzten Auftritte fanden 1987 statt.

## Einordnungen
Viele Autoren heben Kans Wandlungsfähigkeit hervor. Eine Publikation nennt ihn den „Sänger mit den tausend Gesichtern“ (Chanteur aux milles visages).
Kan war einer der ersten Vertreter der Kunst, über die eigene Homosexualität zu singen.
Ein Kernmerkmal Kans war seine Bereitschaft zur Provokation, wegen derer er zunehmend als verrufene Person wahrgenommen wurde. Ein Autor beschreibt ihn als „schwefelartige“ Figur („sulfureux“), der Filmemacher Karl Zéro nannte Kan 2007 in einer Ausgabe seiner Dokumentationsreihe Les Faits Karl Zéro „das verfluchte Kind des Rock“ („Alain Kan, l’enfant maudit du rock“).

## Diskografie

### Als Alain Kan und Alain Z. Kan
Alben
- 1974: Et Gary Cooper s’éloigna dans le désert …
- 1976: Heureusement en France on ne se drogue pas
- 1979: Whatever Happened to Alain Z. Kan
- 1986: Parfums de nuit …

EPs
- 1964: Tu Le Sais (Every Day)
- 1964: Paris Sous La Pluie
- 1964: Pour Mon Anniversaire

Singles
- 1963: Si l’amour
- 1964: Tu peux pas savoir
- 1964: Tu ne m’aimes pas
- 1970: Mon homme á moi … c’est toi
- 1971: Pauv’ Pomme
- 1972: Je n’ai plus envie sans toi
- 1973: Au pays de Pierrot
- 1973: 55-60 (dès que vient le samedi soir)
- 1973: Star ou rien
- 1974: City palace
- 1975: Café-Cafard
- 1986: BB for Brigitte

### Als Amédée Jr.
- 1970: Amédée (ou l’histoire de mon grand frère)

### Mit Gazoline/Gasoline
- 1977: Sally (Gazoline)
- 1977: Killer Man (Gasoline)